# Шенебек (місто)
Шенебек (нім. Schönebeck) — місто в Німеччині, розташоване в землі Саксонія-Ангальт. Входить до складу району Зальцланд.
Площа — 85,77 км2. Населення становить 30 067 ос. (станом на 31 грудня 2021).